# Syllectus
Syllectus is een geslacht van kevers uit de familie van de loopkevers (Carabidae). De wetenschappelijke naam van het geslacht is voor het eerst geldig gepubliceerd in 1878 door Bates.

## Soorten
Het geslacht Syllectus omvat de volgende soorten:
- Syllectus anomalus Bates, 1878
- Syllectus gouleti Larochelle & Lariviere, 2005
- Syllectus magnus Britton, 1964